# 七尾奈留
七尾 奈留（ななお なる、女性、8月11日生）は、同人作家、ゲームクリエイター（原画家）、イラストレーターである。現在はフリーランス。沖縄県出身。
デビュー直後は奈留名義で活動していた。

## 略歴
アニメーターを志すも、母親の猛反対に遭い断念。その母親から「ゲーム関係だったら将来も安定だろう」というアドバイスを受け、福岡市のゲーム関係の専門学校に入学。専門学校時代に初めてアダルトゲームに触れる。
卒業後、ゲーム会社に入社。
2000年、『Cave Castle Cavalier』 (DALL) でアダルトゲームの原画家としてのデビューを果たす。同年、『闇鍋Aries 〜明日への挑戦状〜』へのイラスト寄稿が、CIRCUSで仕事をするきっかけとなる。
『Infantaria』『水夏』（両作品とも2001年）で名を知られ始め、3作目『D.C. 〜ダ・カーポ〜』（2002年）のヒットにより現在に至る人気を獲得する。『D.C. 〜ダ・カーポ〜』発表後、CIRCUSとの契約を終了。
2004年、『Canvas2 〜茜色のパレット〜』(F&C) の原画を担当。
2006年、『水夏』、『D.C. 〜ダ・カーポ〜』で一緒に仕事をした御影と共に、minoriで『ef - a fairy tale of the two.』の原画を担当。
2007年、久弥直樹原作の『sola』では、ゲーム原画以外のキャラクターデザインを初担当。

## 人物
- 現在のペンネームはCIRCUSの処女作『Aries』に出てくるキャラクター「七尾留奈（ななおるな）」に由来するとされている。
- 自称「ぽてぽて絵描き」。「ぽてねこ」と呼ばれる菱形に縦線の瞳を持つ独特のセンスでデザインされた猫のイラストがトレードマーク。学生時代から使用している。
- 座右の銘は、「買うか買わないか、迷ったら買え」「買わないで後悔するより、買って後悔しろ」
- ゲームクリエイターにもかかわらず、コミックマーケットでは一般参加者に混じって企業ブースの購入者列に並んでおり、部屋はグッズであふれ返っているとのこと[4]。

### 同人活動
1999年から同人サークル『あいすとちょこ』を主宰している。しばしば「九尾（ここのび）」のサークル『ぽてねこ』との合同で参加。コミックレヴォリューション2003年秋や2006年夏のコミックマーケット70などでは、カタログ表紙イラストを描いている。
2000年4月23日、Leaf主催の同人誌即売会『こみっくパーティー』（通称「リアルこみパ」）にサークル参加しているが、この当時は島配置の弱小サークル扱いであった。

### 交友関係など
- 影響を受けた人物としては吾妻ひでお、石田敦子、まりお金田など。
- すごいと思っている人物はいとうのいぢ。曰く、「お店に行くとのいぢさんの絵ばっかりで一体いつ寝ているんだろう、自分はこんなに描けないと思う」。ただ普段は特定の人物に注目しないように心がけていると語っている。
- イラストレーターのMithaとは友人であり、お互いの同人誌にたびたび寄稿している。

## 原画・キャラクターデザイン参加作品

### アダルトゲーム
- Cave Castle Cavalier (DALL)[5]
- 禁忌2 (SUCCUBUS)[5]
- 闇鍋Aries 〜明日への挑戦状〜 (CIRCUS)
- Infantaria (CIRCUS)
- 水夏 (CIRCUS)
- アルキメデスのわすれもの (CIRCUS)
- D.C. 〜ダ・カーポ〜 (CIRCUS) - 本作のみ。『D.C. White Season 〜ダ・カーポ ホワイトシーズン〜』以降の派生作品には関わっていない。
- ぱにっく!! けろけろ王国（ぱじゃまソフト）
- Canvas2 〜茜色のパレット〜 (F&C)
- Canvas2 DVD EDITION (F&C)
- ef - a fairy tale of the two. (minori)
- Berry's (Sphere)
- ALIA's CARNIVAL! (NanaWind)
- ALIA's CARNIVAL! Flowering Sky (NanaWind)
- ALIA's CARNIVAL! Wパッケージ (NanaWind)
- 春音アリス*グラム (NanaWind)[6]
- 白恋サクラ*グラム (NanaWind)
- 千年戦争アイギス (DMM Game)
- あくまで、これは〜の物語 (Azurite)
- 春音アリス*グラム Wパッケージ (NanaWind)[7]
- 白恋サクラ＊グラムLF (NanaWind)

### 一般ゲーム
- クイズ埼玉連合の野望（埼玉連合）
- SAKURA 〜雪月華〜（CIRCUS・プリンセスソフト合同企画）
- 魔女になる。（トライファースト）
- すぴぱら - Alice the magical conductor.（minori）
- ALIA's CARNIVAL! サクラメント (NanaWind / dramatic create)
- 春音アリス＊グラム Snow Drop (NanaWind / エンターグラム)

### アニメ関連
- D.C. 〜ダ・カーポ〜（キャラクター原案）
- ef - a tale of memories.（キャラクター原案）
- ef - a tale of melodies.（キャラクター原案）
- sola（キャラクター原案）
- かなめも（第11話エンドカードイラスト）
- 僕は友達が少ない（第6話劇中ゲームイラストデザイン）
- かぎなど（第18話エンドカードイラスト）

### その他
- おひめさまナビゲーション（キャラクターデザイン『電撃G's magazine』読者参加企画）
- カレンダーガール（イラスト『電撃G's magazine』連載）

## 作品
- 七尾奈留画集 なないろあいす（2005年3月28日、角川書店、ISBN 9784048538251）
- 七尾奈留画集 ななつのあしあと（2010年2月10日、角川書店、ISBN 9784048543934）
- 七尾奈留画集 Colorful Candy Pot（2013年2月28日、アスキー・メディアワークス、ISBN 9784048915274）
- 七尾奈留画集 ぱすてるちょこれ（2019年10月30日、KADOKAWA、ISBN 9784049128246）